# Балдуїн д'Ібелін
Балдуїн д'Ібелін (фр. Baudouin d'Ibelin; близько 1133—1187), також відомий як Балдуїн з Рамли — барон Єрусалимського королівства в XII столітті. Представник впливової в Єрусалимському і Кіпрському королівствах родини Ібелінів. Другий син Барісана д'Ібеліна, його брати — старший Гуго д'Ібелін і молодший Баліан д'Ібелін.

## Біографія
Після смерті старшого брата, Гуго, замок Ібелін перейшов до Балдуїна, який залишив сеньйорію Рамла і передав Ібелін у володіння молодшому брату Баліану. Балдуїн і Баліан підтримали Раймунда III, графа Триполі, проти Міля де Плансі у боротьбі за регентство при королі Балдуїні IV в 1174 році, а в 1177 році брати брали участь у битві при Монжизарі. В 1177 Балдуїн завдав публічну образу кузену короля графу Філіппу Ельзаському, який хотів, щоб сестри короля вийшли заміж за його васалів. Філіп у жовтні залишив Єрусалим і вирушив на північ, боротися з мусульманами на боці Антіохійського князівства. Балдуїн д'Ібелін був наближеним до королеви-вдови Марії Комніни (королева Єрусалима), і, ймовірно, його вчинок був продиктований бажанням самому отримати за дружину одну з сестер короля.
Балдуїн потрапив у полон у битві на річці Йордан в 1179 році. За нього заплатив викуп візантійський імператор Мануїл Комнін. Після звільнення Балдуїн відвідав Константинополь в 1180 році. За легендою, імператор посадив його в крісло і з ніг до голови обсипав монетами, які призначалися для викупу. Під час його перебування у Константинополі імператор помер. У 1183 році він підтримав Раймунда проти Гі Лузіньяна, чоловіка Сибіли і, на той момент, регента при хворому на проказу Балдуїні IV. Балдуїн був одним з баронів, які радили королю коронувати сина Сибіли, Балдуїна V в 1183 році, поки Балдуїн IV був ще живий.
Це була спроба запобігти успадкуваню Гі де Лузіньяном королівського титулу. Балдуїн V став королем, ще будучи дитиною, у 1185 році, а в 1186 році, коли Балдуїн V помер, Сибіла коронувалася разом з Гі. Претендент на трон, якого підтримував Раймунд, Онфруа IV де Торон, відмовився від своїх претензій і не став розв'язувати громадянську війну, а приєднався до Сибіли і Гі. Усі барони королівства присягнули на вірність Гі, крім Раймунда та Балдуїна. Балдуїн залишив свого сина під опікою молодшого брата Баліана, а сам вирушив з Раймундом до Антіохії.
Відповідно до хроніки Ернуля (пізнє продовження хроніки Вільгельма Тирського, написане зброєносцем Баліана), Балдуїн не любив Гі, тому що сам хотів одружитися з Сибілою в 1180 році. Балдуїн і Сибіла вели листування протягом його перебування в полоні, проте рід Ібелін не був настільки знатним, як Лузіньяни, і Балдуїн зазнав невдачі. Балдуїн вважав Гі «божевільним і дурнем» і відмовився визнати його королем (ще й тому, що Гі приїхав з Європи, а Балдуїн належав до місцевої знаті). Він відмовився повернутися в Єрусалим, щоб допомогти Гі протистояти Саладіну, і можливо, помер у добровільному вигнанні в 1187 році.

## Сім'я
У 1157 році Балдуїн одружився з Рішильдою з Бетсана, їх діти:
- Томас д'Ібелін, сеньйор Рамли (помер у 1188),
- Есківа д'Ібелін (1160—1196), дружина короля Кіпру Аморі Лузіньян 1175 р. (або раніше), мати короля Гуго I Лузіньяна.
- Стефанія д'Ібелін, дружина Аморі, віконта Наблуса.

Він розлучився з Рішильдою в 1174 і одружився з Ізабеллою Готман у 1175 році. Вона померла 1177 року, а після 1180 року він одружився з Марією, донькою Реньє, коннетабля графства Триполі.
Інший Балдуїн Ібелін (сенешаль Кіпру) був сином Жана д'Ібелін, знаного як старий сеньйора Бейрута, який доводиться племінником цьому Балдуїну.